# نهی یسری
نهی یسری (عربی: نهى يسري؛ زادهٔ ۷ فوریهٔ ۱۹۹۲) یک بازیکن تنیس روی میز اهل مصر است. 
وی در مسابقات کشوری و بین‌المللی در مجموع برنده ۱ مدال نقره شده‌است.